# Нервии

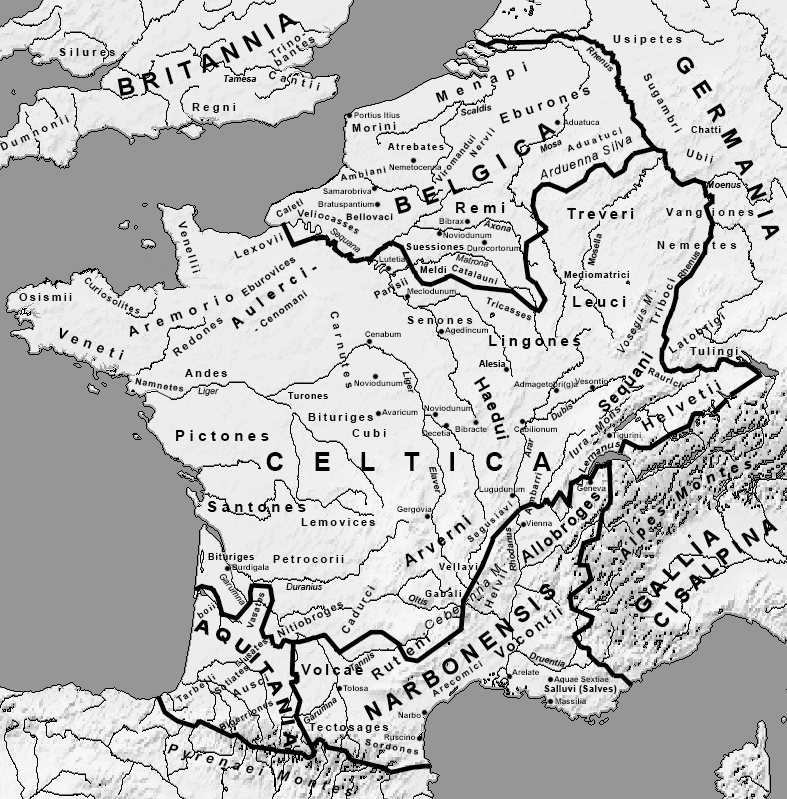
Галльские племена во времена Гая Юлия Цезаря

Нервии — одно из племён белгов, живших к востоку от Шельды в I веке н. э. По одной из версий, нервии относились к кельтоскифам и вели начало от известных Геродоту невров. По другой, нервии, как и все племена группы бельгов, были смешанного кельтско-германского происхождения. Однозначно, однако, происхождение нервиев не установлено.

## Исторические свидетельства
Наибольшую известность нервии получили в войнах против Юлия Цезаря, хотя сопротивлялись и натиску германцев. Победив войска с Ариовиста, Цезарь выступил против мощного союза бельгов и нервиев. Но связанные с союзом ремы выдали римлянам замыслы противников. Цезарь в 57 году до н. э. с восемью легионами направился к северу. Союз белгов он уничтожил, даже не прибегая к оружию. Остановившись на берегах реки Аксоны (Aisne) в сильно укреплённом лагере, направил своих союзников, эдуев, в набег против белловаков, одного из племён, входивших в состав союза белгов и нервиев. Белловаки сосредоточились на защите родной земли, вынуждены были отделиться от союза, который заметно ослаб. Содержание общего большого войска обходилось недёшево, и когда белловаки поспешили на защиту своей родины, их примеру последовали и другие, а с каждым племенем в отдельности справиться было уже нетрудно.
Труднее всего Цезарю было покорить нервиев — «храбрейшее из всех северных племён». На одной из высот в верховьях Самбра, римляне стали разбивать укреплённый лагерь; а римская конница билась с отдельными сотнями конных нервиев и погнала их за реку. А между тем в лесочке на высотах за рекой нервии скрывали значительные силы. «Густыми толпами» высыпали из лесочка, быстро спустились к реке и перебрались через неё, ударили против римлян, что те едва успели построиться в боевой порядок. Резкий звук сигнальной трубы, призывавшей в строй солдат, высланных на работы, смешался с ревом рогов, под звуки которых неприятель бешено наступал на высоты.
Битва была продолжительная, серьёзная и на мгновение даже отчаянная для римлян, и сам Цезарь оставил превосходное описание её. На правом, наиболее угрожаемом крыле римского войска, где Цезарь лично принимал участие в сече, опасность миновала только тогда, когда подоспели и приняли участие в битве те два легиона, которые на походе прикрывали обоз. Нервии тем временем успели подняться на высоты, и битва кипела уже у самых окопов начатого постройкой лагеря. Нервии не сумели вовремя окончить битву и отступить, а наоборот, с яростным мужеством старались удержаться на том же месте, всё ещё надеясь сломить римлян. Но битва 57 года окончилась для них полным поражением. Приводились[где?][кем?] цифры, что из 60 тысяч нервиев осталось в живых едва 500 человек.
В память об этом событии много позднее на здании мэрии города Бавэ (департамент Норд, Франция) была установлена мемориальная доска, которая гласит: «Здесь в 57 году до рождества Христова народ НЕРВИИ под командованием своего вождя БОДУОГНАТА при поддержке своих союзников АТРЕБАТОВ и ВИРОМАНДУЕВ чуть было не лишили удачи ЦЕЗАРЯ».
Вместе с тем история нервиев продолжалась. В одном из сражений нервий VARTIC помог спастись Цицерону, осаждённому в своём лагере. В честь этого выпустили монету нервиев.
АВЕРС: Ветка с листьями, расположенными друг против друга.
РЕВЕРС: Лошадь. Надпись «VARTICE» — имя нервия — спасителя. Имя Нервия (Tournay) затем получила и крепость в Бельгии.
Уже в античности нервии и их союзники строили достаточно внушительные города-крепости. Алезия в стране мандубиев (нынешний Ализ-Сент-Рен), на высоком холме между двумя реками, была окружена стенами и рвом и занимала площадь около 97 га. Герговия — площадь 75 га, Новиодун — около 40 га. Оппидумы белгов (типа Фекамп) с поперечным валом, расположенные в большинстве случаев на мысе, часто имеют ворота улицеобразного (клещевидного) профиля. Некоторые укрепления были возведены очень быстро. Нервии, которым угрожала опасность, обнесли якобы свой зимний лагерь насыпью в 10 футов и рвом шириною в 15 футов, окружностью около 3000 футов за неполные 3 часа. У них не было достаточного количества необходимых железных орудий, и они, якобы, вырезали дёрн своими мечами, землю выгребали руками и переносили её в своих плащах. Огромное количество людей, вероятно, выполнило эту работу очень быстро, но в данном случае речь шла не о постройке настоящей крепостной стены, а о временной защите. лагеря. Строительство подобных зимних крепостей на средневековой Руси отмечали арабы.
И все же лучшей защитой нервии считали леса и болота.
Корнелий Тацит примерно через полтора века после разгрома нервиев Цезарем отмечал, что «Треверы (древеры?) и нервии притязают на германское происхождение и, больше того, тщеславятся им, как будто похвальба подобным родством может избавить их от сходства с галлами и присущей тем вялости».

## Кельтоскифская версия
Согласно кельтоскифской версии происхождения нервиев, они имели корни в округе Чёрного моря и Каспия. Активизация скифов в Европе ещё VI—V вв. до н. э. известна по данным археологии, когда скифские изделия достигают и земель нынешней Франции (Галлии античности). Подробности о связях кельтов, к которым первоначально относились и нервии, со скифами представил Плутарх.
«Кимвры ни с кем не вступали в сношения, а страна, из которой они явились, была так обширна, что никто не знал, что за люди и откуда они, словно туча, надвинулись на Италию и Галлию. Большинство полагало, что они принадлежат к германским племенам, живущим возле Северного океана, как свидетельствуют их огромный рост, голубые глаза, а также и то, что кимврами германцы называют разбойников. Но некоторые утверждали, будто земля кельтов так велика и обширна, что от Внешнего моря и самых северных областей обитаемого мира простирается на восток до Мэотиды (Азовского моря) и граничит со Скифией Понтийской. Здесь кельты и скифы смешиваются, и отсюда начинается их передвижение. И они не стремятся пройти весь свой путь за один поход, и не кочуют непрерывно, но, каждое лето, снимаясь с места, продвигаются всё дальше и дальше и уже долгое время ведут войны по всему материку. И хотя каждая часть племени носит своё имя, всё войско носит общее имя — кельтоскифы».
Вероятно, нервии как кельтоскифы обосновались в Галлии с V—IV вв. до н. э., когда Скифии пришлось выдерживать давление Персии и Македонии.
Аммиан Марцеллин указывал «горы нервиев» в истоках Борисфена (Днепра).